# Андреєвський Павло Аркадійович
Павло Аркадійович Андреє́вський (нар. 11 липня 1849, Харків — пом. 1 квітня 1890, Київ) — російський драматург і театральний критик.

## Біографія
Народився 29 червня [11 липня] 1849 року в місті Харкові (нині Україна). 1871 року закінчив Харківський університет. Працював у Самарі. З 1875 року жив у Києві, виступав з рецензіями на окремі вистави й театральними оглядами в періодичних виданнях «Киевский листок», «Киевское слово», «Кіевлянинъ» та інших. Упродовж 1880—1886 років видавав у Києві газету «Заря», в якій відводив значне місце публікаціям з питань театрального життя, писав про гастрольні виступи Поліни Стрепетової, Марії Савіної та інших театральних акторів. Помер у Києві 20 березня [1 квітня] 1890 року.

## Твори
Автор низки драматичних творів, зокрема:
- Драми «Хвороба віку» (1878, поставлена у 1887 році трупою Київського драматичного товариства);
- Комедії «Привиди» (1879, Київський міський театр)

## Родина
- Батько: Андреєвський Аркадій Степанович — голова Олонецької та Катеринославської казенних палат.
- Брат: Андреєвський Сергій Аркадійович  — російський поет, перекладач,  літератураний критик.
- Брат: Андреєвський Михайло Аркадійович  — російський математик.